# Уилламина (Орегон)
Уилламина (англ. Willamina) — город, расположенный в округах Полк и Ямхилл штата Орегон, США. По данным переписи населения 2010 года в городе проживало 2 025 человек. Расположен на высоте 69 м над уровнем моря. Часть города, относящаяся к округу Ямхилл входит в метрополитенский статистический ареал Портленд—Ванкувер—Бивертон, а часть из округа Полк — в Сейлемский метрополитенский статистический ареал.

## История

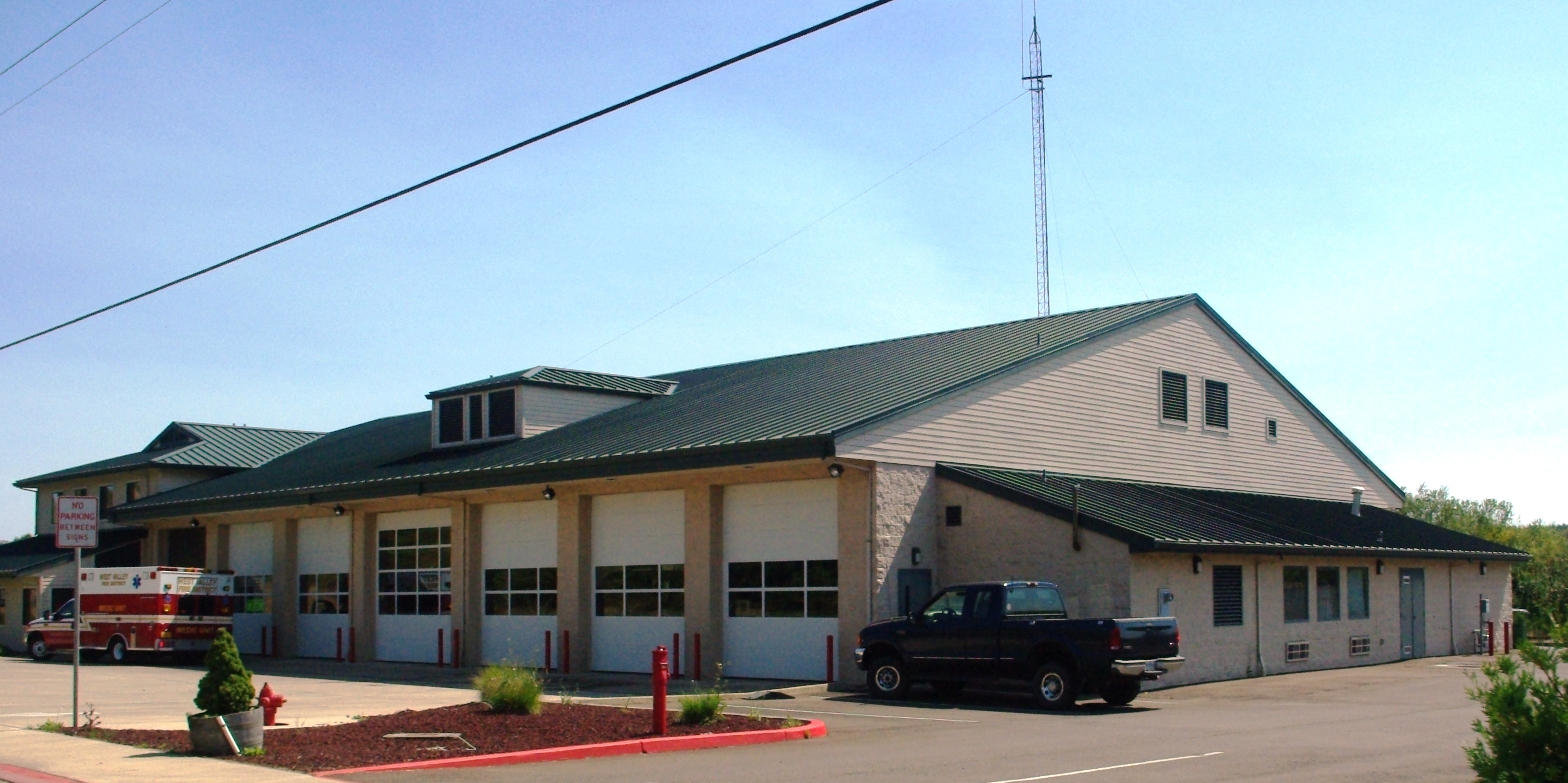
Пожарная часть города

Уилламина была названа по небольшой реке Уилламина-Крик, которая, в свою очередь, была названа в честь ранней поселенки Уилламины Уильямс вскоре после того, как она упала со своей лошади в ручей. [7] [8] Уильямс (урождённая Крейг) родилась в 1817 году в Огайо. Она вышла замуж за Джеймса Малея в 1837 году, и пара приехала в Орегон в 1845 году с дочерью Джеймса. В поисках земли для поселения семья натолкнулась на приток реки Саут-Ямхилл и назвала ручей именем миссис Мейли. Джеймс Малей умер в 1847 году, а Уилламина вышла замуж за Эноса Уильямса в 1848 году. Они поселились на месте современного Амити.
Почтовое отделение Уилламина было основано в 1855 году на земельном участке Джеймса Брауна, примерно в миле к востоку от современной Уилламины. Офис переехал в 1863 году примерно две мили к западу от земли Джеремии Ламсона. В 1866 году офис был перенесён и переименован в современный Шеридан. В 1878 году было создано новое почтовое отделение Уилламина, которое действовало с декабря 1880 года по март 1891 года прямо над границей округа Полк. В 1878 году здесь появились мукомольная мельница и лесопилка. Город был распланирован в 1879 году и основан в 1903 году. В то время город насчитывал 200 жителей.

## География
По данным Бюро переписи населения США, общая площадь города составляет 2,49 км², из которых 2,38 км² — суша, а 0,10 км² — водная поверхность.

## Население
Согласно переписи населения 2010 года в городе проживало 2025 человек. Плотность населения 849,8 чел./км². Расовый состав города: 82,1 % — белые, 0,3 % — афроамериканцы, 8,8 % — коренные жители США, 0,1 % — азиаты, 0,4 % — выходцы с тихоокеанских островов, 2,3 % — представители других рас, 5,9 % — представители двух и более рас. Число испаноязычных жителей любых рас составило 6,0 %.
Население города по возрастному признаку распределилось таким образом: 28,4 % — жители моложе 18-ти лет, 9,8 % находились в возрасте от 18 до 24-х лет, 25,4 % находились в возрасте от 25 до 44-х лет, 26,6 % находились в возрасте от 45 до 64-х лет, 9,8 % — лица 65 лет и старше. Гендерный состав: 49,9 % — женщины и 50,1 % — мужчины.

## Экономика
Уилламина пережила экономический бум в 1907 году, когда кирпичная компания Pacific Face Brick Company переехала из Ньюберга и открыла завод глиняных изделий Willamina Clay Products. Благодаря кирпичному заводу в город была построена железная дорога Шеридан-Уилламина. Завод Willamina Clay Products работал 82 года. Кирпичи, сделанные на заводе, использовались при строительстве Художественного музея Портленда, Джексон-Тауэра и Ллойд-центра в Портленде и в здании суда округа Ямхилл. Кирпичный завод был закрыт в 1974 году и разобран в 1976 году. Красная глина для продукции завод была получал из Ньюберга, белая глина из Уилламины и полированная глина от БуэнаВиста.
Другой опорой экономики города стала деревообрабатывающая промышленность, когда Pacific Plywood Corporation открыла завод в 1939 году, население города утроилось. Уилламина стала известна как «маленький город с большой зарплатой». С 2002 года крупнейшими работодателями города были Spirit Mountain Casino в соседнем Гранд-Ронде, Willamina Lumber Company, Willamina School District, Maben Trucking и Eddy Trucking.